# The Magic Hour
Pour plus de détails, voir Fiche technique et Distribution.
The Magic Hour (ザ・マジックアワー) est un film japonais réalisé par Kōki Mitani, sorti en 2008.

## Synopsis
Dans la ville portuaire de Sukago, un escroc promet à un chef de gang de le présenter à un tueur à gages renommé. Sauf qu'il ne le connaît pas et décide d'engager un acteur pour jouer son rôle.

## Fiche technique
- Titre : The Magic Hour
- Titre original : ザ・マジックアワー
- Réalisation : Kōki Mitani
- Scénario : Kōki Mitani
- Musique : Kiyoko Ogino
- Photographie : Hideo Yamamoto
- Montage : Sōichi Ueno
- Production : Yoshishige Shimatani
- Société de production : Cine Bazar, Fuji Television Network et Tōhō
- Pays :  Japon
- Genre : Comédie
- Durée : 136 minutes
- Dates de sortie : 
  - Japon : 7 juin 2008

## Distribution
- Kōichi Satō : Taiki Murata
- Satoshi Tsumabuki : Bingo
- Eri Fukatsu : Mari Takachiho
- Haruka Ayase : Natsuko Shikama
- Toshiyuki Nishida : Teshio
- Yūki Amami : la femme en robe de deuil
- Kenji Anan : Nojima
- Kazuyuki Asano : Dr. Shimizu
- Hyōe Enoki : Abesan
- Keisuke Horibe : Bambi
- Gorō Ibuki : Takashi Shikama
- Ennosuke Ichikawa IV
- Kon Ichikawa : le réalisateur
- Manjiro Ichimura : Sugawara
- Teruyuki Kagawa : Jun
- Zen Kajihara
- Toshiaki Karasawa : Abeshi
- Fumiyo Kohinata : Kenjuro Hasegawa
- Yoshimasa Kondō : Konno
- Masahiro Kōmoto : Ota
- Kiichi Nakai : Toru Iwata
- Kyōka Suzuki : Sayoko
- Shōsuke Tanihara : Niko
- Susumu Terajima : Hiromi Kurokawa
- Yasufumi Terawaki : Wanchai Bhandarkar
- Keiko Toda : Madame Ranko
- Yumi Usui
- Kōji Yamamoto : l'homme qui maugrée
- Shin'ichi Yanagisawa : Makoto Takase

## Distinctions
Le film a été nommé pour huit Japan Academy Prizes.

## Remake
Le film a fait l'objet d'un remake chinois en 2022 sous le titre Too Cool to Kill,.